# Anna Church
Anna Marie Church (* 21. Juli 1993) ist eine US-amerikanische Volleyballspielerin.

## Karriere
Church spielte in ihrer Jugend Volleyball an der Bishop Miege High School in Kansas und war hier auch als Leichtathletin aktiv. Von 2012 bis 2015 war sie für die „Saint Louis Billikens“ an der Saint Louis University und von 2015 bis 2016 für die „Kansas Jayhawks“ an der University of Kansas aktiv. 2016 wechselte die Libera nach Europa und spielte zunächst eine Saison in Frankreich bei AS Vallée de la Sauer. Von 2017 bis 2019 spielte sie in der 2. Bundesliga Nord beim SCU Emlichheim. 2019/20 war sie in der Schweiz bei Genève Volley aktiv. 2020 kehrte sie zurück nach Deutschland zum VC Neuwied 77, mit dem sie 2021 die Meisterschaft der 2. Bundesliga Süd gewann und in die 1. Bundesliga aufstieg. Im April 2022 wurde Church für zwei Jahre vom Ligakonkurrenten USC Münster verpflichtet. Im August 2023 wurde ihr Vertrag mit Münster einvernehmlich aufgelöst.